# Pavo (Georgia)
Pavo è un comune degli Stati Uniti d'America, situato nello Stato della Georgia, diviso tra la contea di Brooks e la contea di Thomas.